# Mladen Petrić
Mladen Petrić (født 1. januar 1981 i Dubrave, Jugoslavien) er en kroatisk tidligere fodboldspiller, der spillede som angriber. Han spillede blandt andet for Grasshoppers og FC Basel i Schweiz, Borussia Dortmund og Hamburger SV i Tyskland samt engelske West Ham og Fulham.

## Landshold
Petrić nåede desuden 45 kampe og 13 scoringer for Kroatiens landshold, som han debuterede for i november 2001 i et opgør mod Sydkorea. Han blev dog ikke udtaget til en slutrunde før EM i 2008 i Østrig og Schweiz, hvor han var med til at føre kroaterne frem til kvartfinalerne.